# Club Balonmán Cangas/Statistik
Dies ist ein Unterartikel zu Club Balonmán Cangas und enthält Statistiken und Kader zu diesem spanischen Handballverein.
| Saison    | Liga | Platz (Punkte, Tore, S/U/V)         | Team | Trainer                | Anmerkungen |
| --------- | ---- | ----------------------------------- | --- | ---------------------- | --- |
| 2025/2026 | 1.   | Saison beginnt Sommer 2025          | Tor: Haris Suljević, Javier Fernandez, Mateo Pallas Außen: Arón Díaz Ledo, Arnau Fernández, Nicoló D´Antino, Jaime Gallardo Nieto Rückraum: Marcell Csaba Ludmán, Samuel Pereiro Rodríguez, Manuel Pérez, Santiago López, Ángel Jesús Noris Rivero, Rubén Río, Martín Gayo Rodríguez Kreis: Javier García López, Pablo Castro Chapela, Juan Carlos Quintas Zugänge: Haris Suljević (RK Izvidac), Marcell Csaba Ludmán (Neka), Nicoló D´Antino (Atlético Valladolid), Samuel Pereiro Rodríguez (BM Anaitasuna), Ángel Jesús Noris Rivero (BM Ciudad de Logroño), Javier García López (BM Ciudad de Logroño), Pablo Castro Chapela (BM Anaitasuna) Abgänge: Brais González Blanco (BM Nava), Jorge Pérez (Saint-Raphaël VHB), Rares-Marian Fodorean (Atlético Valladolid), Mads Thymann Hansen (Lemvig-Thyborøn Håndbold), Mohammed Essam, Omar Sherif, Javier Iglesias Azurmendi (Karriereende), Rajmond Tóth (BM Ciudad Encantada), Luka Krivokapić (BM Granollers, Leihe), Gael Blanco Álvarez (BM OAR Coruña) |                        | |
| 2024/2025 | 1.   | 11. Platz (20 P., 932:940, 9/2/19)  | Tor: Javier Fernández Gallego, Mateo Pallas Garcías, Jorge Pérez Molina Außen: Arón Díaz Ledo, Arnau Fernández, Jaime Gallardo Nieto, Martín Fuentes Pombo, Javier Iglesias Azurmendi, Gael Blanco Álvarez Rückraum: Brais González Blanco, Mads Thymann Hansen, Martín Gayo Rodríguez, Manuel Pérez, Rajmond Tóth, Rares-Marian Fodorean, Santiago López, Rubén Río Kreis: Mohammed Essam, Juan Carlos Quintas, Omar Sherif, Juan Rodríguez Alonso Zugänge: Aron Díaz Ledo (BM Puerto Sagunto), Arnau Fernández (BM Ciudad Encantada), Jaime Gallardo (BM Burgos), Mateo Pallas (Balonmán Luceros), Rubén Río (BM Ciudad Encantada) Abgänge: Jenilson Monteiro (Limoges Handball), Mario Dorado (Caen Handball), Juan del Arco (Karriereende), Moises Simes (Karriereende), Elcio Carvalho (BM Burgos), Eduardo Mendonça (?), Rafael Andrade (?), … | Ignacio „Nacho“ Moyano | |
| 2023/2024 | 1.   | 14. Platz (24 P., 885:954, 8/8/14)  | Tor: Jorge Pérez (30 Spiele, 231 Paraden), Elcio Carvalho (23 Spiele, 107 Paraden), Javier Fernandez (4 Spiele, 3 Paraden), Mateo Pallas (3 Spiele, 2 Tore) Außen: Moises Simes (23 Spiele, 34 Tore), Mario Dorado (30 Spiele, 144 Tore), Javier Iglesias Azurmendi (16 Spiele, ein Tor), Gael Blanco (12 Spiele, 2 Tore), Jenilson Varela (30 Spiele, 127 Tore), Pablo Fernández (4 Spiele, kein Tor) Rückraum: Brais González (29 Spiele, 105 Tore), Rares Fodorean (24 Spiele, 50 Tore), Juan del Arco (14 Spiele, 36 Tore), Manuel Pérez (8 Spiele, kein Tor), Rajmond Tóth (30 Spiele, 55 Tore), Santiago López (30 Spiele, 70 Tore), Rafael Andrade (29 Spiele, 46 Tore), Martín Gayo (25 Spiele, 60 Tore), Mads Thymann (15 Spiele, 48 Tore) Kreis: Ricardo Brandao (15 Spiele, 43 Tore), Mohammed Essam (28 Spiele, 8 Tore), Juan Carlos Quintas (30 Spiele, 51 Tore), Eduardo Mendonça (8 Spiele, 3 Tore) Zugänge: Jorge Pérez (Logroño La Rioja), Elcio Carvalho (Bathco BM Torrelavega), Rafael Andrade (Póvoa Ac), Mohammed Essam (Pallamano Romagna), Ricardo Brandao (FC Gaia), Eduardo Mendonça (Pfadi Winterthur, ab Januar 2024), Mads Thymann (Mors-Thy Håndbold, Januar 2024) Abgänge: Alberto Martín (Ademar León), Javi Díaz (Atlético Novás), Gerard Forns (Handbol Club Eivissa), Lucas Aizen, Carlos Vilanova, Nacho Salgado, Ruben Soliño (Club Cisne), Ricardo Brandao (Porto, Januar 2024) | Ignacio „Nacho“ Moyano | Als Tabellen-14. sicherte sich der Verein in der Relegation gegen UBU San Pablo Burgos aus der zweiten Liga den Klassenerhalt. Die Heimspiele des Vereins in der Liga wurden von durchschnittlich 2.127 Zuschauern besucht, das war der höchste Wert der gesamten Liga. |
| 2022/2023 | 1.   | 14. Platz (20 P., 876:902, 7/6/17)  | Tor: Javi Díaz (30 Spiele, 0 Tore, 280 Paraden), Gerard Forns (30 Spiele, 0 Tore, 77 Paraden) Außen: Moises Simes (26 Spiele, 53 Tore), Mario Dorado (30 Spiele, 122 Tore), Jenilson Varela (26 Spiele, 90 Tore), Carlos Vilanova (19 Spiele, 28 Tore) Rückraum:Brais González (30 Spiele, 123 Tore), Rares Fodorean (30 Spiele, 53 Tore), Juan del Arco (28 Spiele, 72 Tore), Ruben Soliño (29 Spiele, 10 Tore), Manuel Pérez (15 Spiele, 17 Tore), Rajmond Tóth (10 Spiele, 8 Tore), Asier Iribar (16 Spiele, 7 Tore), Ignacio „Nacho“ Salgado (2 Spiele, 2 Tore), Santiago López (14 Spiele, 31 Tore), Martín Gayo (29 Spiele, 65 Tore), Lucas Aizen (25 Spiele, 53 Tore) Kreis: Juan Carlos Quintas (29 Spiele, 51 Tore), Gabriel „Gaby“ Chaparro (26 Spiele, 13 Tore), Alberto Martín (24 Spiele, 41 Tore), Gael Blanco (9 Spiele, 5 Tore), Von den 21 Spielern im Kader 2022/2023 waren 16 Spanier, je einer stammte aus Argentinien, Portugal, Rumänien, Ungarn sowie Uruguay. Zugänge: Neu im Team waren Mario Dorado (Ciudad de Logroño), Rares Fodorean (Póvoa Ac), Rajmond Tóth (ab März 2023, Budakalasz FKC), Asier Iribar (ab Januar 2023, Bidasoa Irun), Gabriel „Gaby“ Chaparro (Atlético Novás), Gael Blanco Alvarez (Karrierebeginn) und Juan del Arco (Helvetia Anaitasuna). | Ignacio „Nacho“ Moyano | Die Heimspiele in der Liga Asobal wurden von insgesamt 31.230 Zuschauern besucht, das war eine Steigerung von 60 Prozent. (Durchschnitt: 2.082). Frigoríficos del Morrazo trat als Tabellen-14. in der Relegation gegen Trops Málaga, den Drittplatzierten der zweiten Liga, an und konnte den Klassenerhalt sichern. In der Copa del Rey schied der Verein im Viertelfinale gegen Logroño La Rioja aus. Jenilson Varela wurde für das beste Tor in der Liga Asobal 2022/2023 ausgezeichnet, das er am 18. Spieltag gegen TM Benidorm erzielt hatte. |
| 2021/2022 | 1.   | 12. Platz (26 P., 832:851, 11/4/15) | Javi Díaz (30 Spiele, 2 Tore,), Gerard Forns (30 Spiele, 0 Tore), Moises Simes (30 Spiele, 55 Tore), Daniel Fernández, Brais González (29 Spiele, 49 Tore), David Iglesias, Ruben Soliño (29 Spiele, 24 Tore), Manuel Pérez (2 Spiele, 1 Tor), Ignacio „Nacho“ Salgado (20 Spiele, 7 Tore), Santiago López (30 Spiele, 62 Tore), Martín Gayo (25 Spiele, 49 Tore), Lucas Aizen (30 Spiele, 42 Tore), Carlos Vilanova, Adrián Menduiña, Jenilson Varela (30 Spiele, 82 Tore), Juan Carlos Quintas (30 Spiele, 7 Tore), Alberto Martín (28 Spiele, 47 Tore), Carles Asensio Neu im Team waren Ignacio „Nacho“ Salgado (Ikasa BM Madrid), Lucas Aizen (Puerto Sagunto), Jenilson Varela (Artistica Avanca), Die Spieler Daniel Fernández (TVB Stuttgart), Carles Asensio (GWD Minden), David Iglesias (Limoges Handball) und Adrián Menduiña verließen den Verein nach der Saison. | Ignacio „Nacho“ Moyano | Die Heimspiele in der Liga Asobal wurden von insgesamt 11.730 Zuschauern besucht. In der Copa del Rey verlor der Verein im Halbfinale gegen FC Barcelona. |
| 2020/2021 | 1.   | 14. Platz (22 P., 818:938, 8/6/20)  | Javi Díaz (34 Spiele, 1 Tor,), Gerard Forns (34 Spiele, 0 Tore), Moises Simes (33 Spiele, 32 Tore), Daniel Fernández, Brais González (30 Spiele, 49 Tore), David Iglesias, Rubén Ribeiro (34 Spiele, 56 Tore), Alen Muratović (33 Spiele, 31 Tore), Ruben Soliño (33 Spiele, 29 Tore), Santiago López (34 Spiele, 75 Tore), Ángel Rodríguez, Miguel Baptista (32 Spiele, 49 Tore), Martín Gayo (30 Spiele, 23 Tore), Martí Villoria (30 Spiele, 62 Tore), Carlos Vilanova (11 Spiele, 9 Tore), Adrián Menduiña, Juan Carlos Quintas (33 Spiele, 13 Tore), Daniel Cerqueira (33 Spiele, 60 Tore), Alberto Martín (25 Spiele, 38 Tore), Manuel Pérez (ein Spiel, 2 Tore) Neu im Team waren Santiago López (BM Alcobendas), Alberto Martín (BM Alcobendas), Miguel Baptista (BM Nava) und Martí Villoria (ab April 2021, Sant Marti Adrianenc). Nach der Spielzeit verließen Rubén Ribeiro (AA Águas Santas), Alen Muratović (vereinslos), Ángel Rodríguez, Martí Villoria (Bathco Torrelavega), Daniel Cerqueira (Karriereende) und Miguel Baptista (AA Águas Santas) den Verein. | Ignacio „Nacho“ Moyano | |
| 2019/2020 | 1.   | 16. Platz (8 P., 458:559, 2/4/13)   | Javi Díaz (20 Spiele, 1 Tor,), Gerard Forns (15 Spiele, 0 Tore), Filip Vujović, Moises Simes (18 Spiele, 50 Tore), Rubén Ribeiro (5 Spiele, 15 Tore), Brais González (13 Spiele, 9 Tore), Tihomir Doder (15 Spiele, 4 Tore), David Iglesias, Alen Muratović (19 Spiele, 48 Tore), Ruben Soliño (18 Spiele, 16 Tore), Ángel Rodríguez (3 Spiele, 2 Tore), Valiantsin Kuran (16 Spiele, 29 Tore), Martín Gayo (10 Spiele, 5 Tore), Mihajlo Mitić (19 Spiele, 65 Tore), Suso Soliño, Adrián Menduiña, Juan Carlos Quintas (18 Spiele, 22 Tore), Daniel Cerqueira (19 Spiele, 39 Tore), Pablo Castro (20 Spiele, 14 Tore), Javier Fernandez Gallego (5 Spiele, 0 Tore), Carlos Vilanova (18 Spiele, 23 Tore), Daniel Peiró (11 Spiele, 13 Tore) Neu im Team waren Martin Gayo (Karrierebeginn), Carlos Vilanova (Karrierebeginn), Juan Carlos Quintas (BM Teucro), Rubén Ribeiro (FC Porto), Tihomir Doder (Maccabi Kiryat Motzkin), Valiantsin Kuran (Brest GK Meschkow). Ignacio „Nacho“ Moyano (iKaza BM Madrid) übernahm das Traineramt. Daniel Peiró (ab Januar 2020, BM Alarcos), Tihomir Doder (BM San Jose Obrero), Mihajlo Mitić (Ángel Ximénez Puente Genil), Pablo Castor (Handbol Club Eivissa) und Valiantsin Kuran (HT Tatran Prešov) verließen den Verein. | Ignacio „Nacho“ Moyano | Die Saison wurde wegen der COVID-19-Pandemie abgebrochen. |
| 2018/2019 | 1.   | 14. Platz (18 P., 717:811, 7/4/19)  | Javi Díaz (30 Spiele, 0 Tore,), Pablo Galán, Filip Vujović, Moises Simes (24 Spiele, 62 Tore), David Iglesias, Alen Muratović (29 Spiele, 70 Tore), Ángel Rodríguez, Ruben Soliño (30 Spiele, 30 Tore), David Chapela (30 Spiele, 77 Tore), Augusto Manuel Aranda, Serafin Pousada, Máximo Cancio, Mihajlo Mitić (29 Spiele, 47 Tore), Suso Soliño, Adrián Menduiña, Franco Gavidia, Daniel Cerqueira (30 Spiele, 84 Tore), Pablo Castro (28 Spiele, 7 Tore), Javier Fernandez Gallego (5 Spiele, 0 Tore), Ángel Rodríguez (10 Spiele, 3 Tore), Daniel Peiró (7 Spiele, 14 Tore), Johan Boisedu Neu im Verein war Mihajlo Mitić (RK Pelister Bitola). Nach der Saison verließ David Chapela (Club Cisne) den Verein. |                        | |
| 2017/2018 | 1.   | 13. Platz (27 P., 750:840, 8/3/19)  | Diego Moyano, Eduardo Salazar, Pedro Hermones, Filip Vujović, Moises Simes (29 Spiele, 56 Tore), David Iglesias, Alen Muratović (29 Spiele, 83 Tore), Ruben Soliño (27 Spiele, 23 Tore), David Chapela (28 Spiele, 82 Tore), Strahinja Simić, Ángel Rodríguez (15 Spiele, 1 Tor), Serafin Pousada, Máximo Cancio, Nikola Potić, Suso Soliño, Adrián Menduiña, Franco Gavidia (15 Spiele, 3 Tore), Daniel Cerqueira (30 Spiele, 71 Tore), Pablo Castro (30 Spiele, 10 Tore) Neu im Team waren Adrián Menduiña, Franco Gavidia (ab Januar 2018, Villa de Aranda), David Chapela (Club Cisne) und Ángel Rodríguez (Karrierebeginn). Franco Gavidia (Helvetia Anaitasuna) verließ den Verein nach der Spielzeit. |                        | |
| 2016/2017 | 1.   | 14. Platz (20 P., 797:899, 9/2/19)  | Eduardo Salazar, Filip Vujović, Moises Simes (29 Spiele, 71 Tore), David Iglesias, Alen Muratović (29 Spiele, 82 Tore), Ruben Soliño (30 Spiele, 46 Tore), Alex Pombo, Pablo Castro (29 Spiele, 10 Tore), Daniel Cerqueira (30 Spiele, 103 Tore), David Iglesias, Ángel Rodríguez (2 Spiele, 1 Tor) Neu im Aufgebot war David Iglesias Estévez (Bueu Atlético Balonmán). |                        | In der Copa del Rey schied der Verein im Viertelfinale gegen Logroño La Rioja aus. |
| 2015/2016 | 1.   | 05. Platz (28 P., 764:798, 12/6/12) | Yeray Lamariano, Eduardo Salazar, Moises Simes (30 Spiele, 85 Tore), Adrian Rosales, Alen Muratović (30 Spiele, 120 Tore), Ruben Soliño (30 Spiele, 64 Tore), Alex Pombo, Daniel Cerqueira (30 Spiele, 87 Tore), Pablo Castro (20 Spiele, keine Tore), ... |                        | Der Verein nahm am EHF-Pokal 2015/16 teil. |
| 2014/2015 | 1.   | 05. Platz (47 P., 823:848, 15/2/13) | Mile Mijušković, Eduardo Salazar, Moises Simes (28 Spiele, 72 Tore), Alen Muratović (28 Spiele, 62 Tore), Adrian Rosales, Ruben Soliño (29 Spiele, 43 Tore), Ivan Amarelle, Angel Iglesias, Pablo Castro, Daniel Cerqueira (30 Spiele, 45 Tore), ... Neu im Aufgebot war Pablo Castro (Karrierebeginn). |                        | |
| 2013/2014 | 1.   | 10. Platz (35 P., 773:806, 10/5/15) | Moises Simes (30 Spiele, 41 Tore), Alen Muratović (29 Spiele, 114 Tore), ... Neu im Verein war Alen Muratović (vereinslos) |                        | |
| 2012/2013 | 1.   | 14. Platz (19 P., 761:862, 9/1/20)  | Moises Simes (30 Spiele, 37 Tore), Daniel Cerqueira (30 Spiele, 76 Tore), ... Neu im Team war Daniel Cerqueira (Academia Octavio). |                        | |
| 2011/2012 | 2.   | 03. Platz                           | |                        | |
| 2010/2011 | 2.   | 05. Platz                           | Tihomir Doder, ... Tihomir Doder verließ den Verein nach der Saison (RK Vardar). |                        | |
| 2009/2010 | 1.   | 16. Platz (07 P., 713:902, 3/1/26)  | Milan Kosanović, Borut Ošlak, Tihomir Doder, ... |                        | Als Tabellenletzter stieg der Verein in die 2. Liga ab. Borut Ošlak war mit 156 Treffern der fünftbeste Torschütze der Saison, Milan Kosanović mit 269 Paraden der siebtbeste Torhüter. |
| 2008/2009 | 2.   | 05. Platz                           | Tihomir Doder |                        | |
| 2007/2008 | 2.   | 08. Platz                           | Tihomir Doder Neu im Verein war Tihomir Doder (RK Vardar). |                        | |
| 2006/2007 | 2.   | 06. Platz                           | |                        | |
| 2005/2006 | 1.   | 16. Platz (08 P., 737:903, 4/0/26)  | Tor: Venio Losert, David Enriquez Gavilan Außen: Jesús Soliño, Eduardo Moledo Tourino, Pablo Sanchez Gonzales, Rückraum: Serafin Pousada Magdaleno, Francisco Cano Arjona, Marc Amargant, Tihomir Doder, Ismael Martinez Gonzalez, Tomas Fontan Carames, Adrian Rosales Pousada, Ivan Smigic Kreis: Mitja Lesjak, Santiago Gallego Malvido, Fernando Eijo Diaz, Guillermo Redondo Torrecilla Zugänge: Neu im Verein war Tihomir Doder (Club Africain Tunis). Abgänge: Tihomir Doder verließ den Verein nach der Saison (RK Vardar). |                        | Der Verein nahm am EHF-Pokal 2005/06 teil. |
| 2004/2005 | 1.   | 08. Platz (25 P., 779:828, 10/5/15) | |                        | |
| 2003/2004 | 1.   | 12. Platz (18 P., 738:831, 7/4/19)  | |                        | |
| 2002/2003 | 1.   | 12. Platz (20 P., 710:841, 6/8/16)  | |                        | |
| 2001/2002 | 1.   | 13. Platz (20 P., 718:811, 9/2/19)  | |                        | |
| 2000/2001 | 1.   | 13. Platz (15 P., 595:668, 7/1/18)  | |                        | |
| 1999/2000 | 1.   | 09. Platz (24 P., 631:669, 10/4/12) | |                        | |
| 1998/1999 | 1.   | 12. Platz (14 P., 603:688, 6/2/18)  | |                        | In der Abstiegsrunde der letzten Vier konnte der Verein den Klassenerhalt sichern. |
| 1997/1998 | 1.   | 13. Platz (15 P., 652:705, 5/5/16)  | |                        | In der Abstiegsrunde der letzten Vier sicherte sich der Verein den Klassenerhalt. |
| 1996/1997 | 1.   | 10. Platz (24 P., 704:778, 9/6/15)  | |                        | |
| 1995/1996 | 1.   | 13. Platz (23 P., 704:733, 9/5/16)  | |                        | |
| 1994/1995 | 2.   | 03.                                 | |                        | |
| 1993/1994 | 3.   | 02. Platz                           | |                        | |
| 1992/1993 | 3.   | 03. Platz                           | |                        | |
| 1991/1992 | 3.   | 07. Platz                           | |                        | |
| 1990/1991 | 4.   | 02. Platz                           | |                        | |